# Будников, Пётр Петрович
Пётр Петро́вич Бу́дников (21 октября (2 ноября) 1885 года — 16 декабря 1968  года) — советский химик, доктор технических наук, профессор, член-корреспондент АН СССР, академик АН УССР и Польской академии наук. Герой Социалистического Труда (1965), лауреат трёх Сталинских премий (1942, 1950, 1952), заслуженный деятель науки и техники РСФСР и Украинской ССР.

## Биография
Родился 2 ноября 1885 года в Смоленске, в купеческой семье. Его отец переехал в Смоленск из Витебской губернии, построил паровой кафельно-изразцовый завод и в 1879 году записался купцом второй гильдии. Отец скончался в 1913 году, мать — спустя 5 лет после рождения сына.
В 1906 году Будников-младший окончил Смоленское Александровское реальное училище. Затем, в 1911 году окончил Рижский политехнический институт. Некоторое время работал в лаборатории института, затем устроился инженером-химиком на Кудиновский завод электроуглей (ныне город Электроугли).
В 1912 году стал преподавателем химии и химической технологии в мануфактурно-промышленном училище в городе Лодзь (Польша). В 1914 году, после начала войны, училище было эвакуировано в Москву и Будников, продолжая преподавать в нём, одновременно стал руководить производством Московского химического завода. В том же году Министерством народного просвещения Российской империи он был направлен в научную командировку в Англию и Францию.
Когда в 1918 году в Иваново-Вознесенске на базе эвакуированного Рижского политехнического института был открыт Иваново-Вознесенский политехнический институт, Будников был избран доцентом кафедры химической технологии, а в 1919 году стал профессором и заведующим кафедрой химии и технологии минеральных веществ. По его воспоминаниям:

В июле (1918) я, как и многие другие члены комитета (по организации ИВПИ) и приглашённые на работу сотрудники, переехал из Москвы в Иваново-Вознесенск. Поселился я в центре города на бывшей Георгиевской улице (ныне проспект Ленина). Здесь у меня была хорошая большая квартира, а потому приглашаемые из Москвы профессора-консультанты Н. Д. Зелинский, И. А. Каблуков и Н. А. Шилов останавливались у меня. Это были приятные встречи и интересные, незабываемые беседы

Состоял членом Технического Совета Комиссии по строительным материалам при Госстрое СССР и членом учёного совета Государственного экспериментального института силикатов (ГЭИС) в столице. В 1922 году был избран членом химического общества Германии, в 1924 году — химического общества США, в 1929 году — керамического общества Германии, в 1934 году — керамического общества Чехословакии.
В 1926 году П. П. Будников отправился работать в Харьков. Сначала — главный инженер силикатных заводов, с 1927 года — директор центральной научно-исследовательской лаборатории Украинского треста огнеупорно-цементной промышленности, с 1932 года — заведующий отделением химически стойких керамических материалов Харьковского института силикатов. С 1934 года был в Харьковском химико-технологическом институте деканом химико-технологического факультета и факультета технологии силикатов.
В 1934 году ВАК СССР утвердил Будникова в учёной степени доктора технических наук, в 1937 году он был вторично утверждён в звании профессора. В 1939 году избран членом-корреспондентом АН СССР и действительным членом АН УССР. С 1941 года — председатель отделения физико-химических, математических и геологических наук Академии наук УССР. Продолжал руководить отделением и в эвакуации в Уфе.
С 1944 года Будников возглавил кафедру общей технологии силикатов Московского химико-технологического института имени Д. И. Менделеева и бессменно руководил ею до своей смерти.
В 1945 году организовал Московский институт гипсовой промышленности (НИИ гипса, позднее — ВНИИ стройматериалов), а до 1947 года занимал должность директора института.
В 1956 году был избран иностранным членом Польской академии наук.
Указом Президиума Верховного Совета СССР от 23 октября 1965 года за выдающиеся заслуги в развитии силикатной и химической промышленности, подготовке инженерных и научных кадров и в связи с 80-летием Будникову Петру Петровичу было присвоено звание Героя Социалистического Труда.
Пётр Петрович участвовал в определении путей развития многих отраслей промышленности, в проектировании, строительстве и эксплуатации предприятий, сооружений. Более двадцати лет являлся членом их технических советов, в частности Министерства стройматериалов в СССР и РСФСР, возглавлял секцию стройматериалов для гидроэлектростанций, каналов, оросительных систем. 10 лет он был главным редактором журнала «Строительные материалы», 15 лет — членом президиума химического общества имени Менделеева, затем его вице-президентом и заместителем председателя Центрального правления. Жил и работал в Москве.
Умер 6 декабря 1968 года. Похоронен на Новодевичьем кладбище.

## Научная деятельность
В 1913 году Будников подготовил учебник «Курс общей химии», через два года совместно с профессором С. Г. Шиманским подготовил труд «Качественный анализ». Обе работы неоднократно переиздавались, они послужили началом многолетнего сотрудничества Будникова с Шиманским, результатами которого стали многочисленные пособия и книги.
Плодотворно занимаясь научной работой, постепенно отошёл от текстильной химии к химии силикатов, технологии вяжущих веществ, керамических материалов. В 1927—1934 годах принимал участие в составлении «Технической энциклопедии» под редакцией Л. К. Мартенса, автор статей по тематике «силикаты».
В 1930 году был отправлен в научной командировку в Соединённые Штаты Америки. Итоги свой деятельности там он подвёл в работе «Силикатная промышленность США».
Научная работа Будникова в Иваново-Вознесенске, Харькове, Москве была очень плодотворной. Пётр Петрович изучал физико-химические свойства и превращения природных и синтезированных силикатных материалов, термодинамику, кинетику, механизмы реакций в твёрдых и жидких фазах при высоких температурах, зависимость свойств синтетических силикатов от их микроструктуры; рост кристаллов в высокоогнеупорных материалах и оксидах, его ускорение. Также исследовал условия синтеза вяжущих веществ с наибольшей гидравлической активностью, процессы спекания силикатных материалов, их интенсификацию, процессы при коррозии огнеупоров и химически стойких материалов, в частности бетона.
Будников изыскивал и синтезировал огнеупоры из чистых оксидов. Ему удалось получать строительные материалы оборонного значения, а также для скоростного восстановительного и нового строительства. Занимался созданием новых видов вяжущих веществ, огнеупорных, изоляционных, керамических и прочих материалов. Обследовал минеральные богатства страны (каолины, глины, кварциты), искал пути их применения. Разрабатывал новые методы исследования и анализа силикатов, контроля производства огнеупоров и стройматериалов.
Научные изыскания Будникова и его учеников позволили создать материалы для работ по реконструкции, а затем послевоенного восстановления и развития химической, металлургической, огнеупорной, строительной отраслей промышленности. Ему удалось получить несколько видов бетона, новые огнеупоры, найти методы получения высокопрочного отделочного гипса.
За 60 лет научной и технической деятельности Будников опубликовал более 1500 работ, включая учебники, монографии, учебные пособия, получил около 90 авторских свидетельств и патентов, подготовил более 2000 инженеров и более 100 кандидатов и докторов наук.

### Труды
Некоторые труды П. П. Будникова:
- Избранные труды. — Киев: Издательство АН УССР, 1960. — 575 с.
- Неорганические материалы / П. П. Будников. — М.: Наука, 1968. — 420 с.
- Обжиг фарфора / П. П. Будников, Х. О. Геворкян. — М.: Стройиздат, 1972. — 111 с., ил.
- Огнеупорные бетоны на фосфатных связках / П. П. Будников, Л. Б. Хорошавин. — М.: Металлургия, 1971. — 192 с., ил.
- Реакция в смесях твёрдых веществ / П. П. Будников, А. М. Гинстлинг. — М.: Стройиздат, 1971. — 488 с. — Библиогр. : с. 442—468 (953 назв.).
- Химия и технология окисных и силикатных материалов / П. П. Будников. — Киев: Наукова думка, 1970. — 523 с., ил.
- Химия и технология силикатов / П. П. Будников. — Киев: Наукова думка, 1964. — 612 с., ил.
- Новые керамические материал / П. П. Будников, Ю. Е. Пивинский. — М.: Знание, 1968. — 46 c., ил.

## Награды и звания

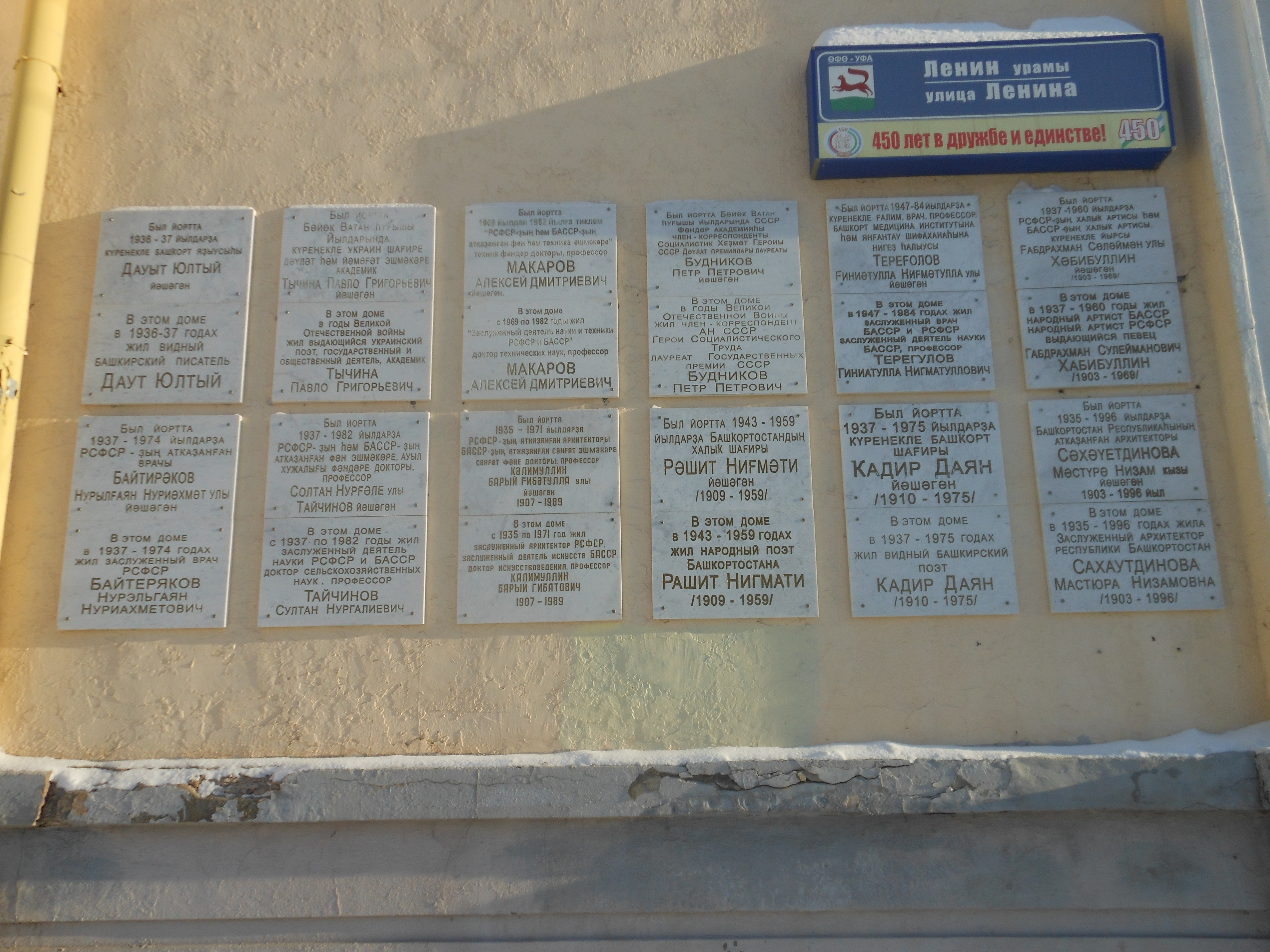
Мемориальные доски на здании Дома специалистов, одна из них установлена в память о П. П. Будникове

Трудовая деятельность П. П. Будникова неоднократно отмечалась наградами:
- Герой Социалистического Труда (23 октября 1965)
- два ордена Ленина (19 сентября 1953; 23 октября 1965)
- три ордена Трудового Красного Знамени (10 июня 1945; 21 сентября 1946; 29 октября 1949)
- орден Красной Звезды (1 октября 1944)
- орден «Знак Почёта» (3 апреля 1944)
- медаль «За трудовую доблесть» (15 сентября 1961)
- медаль «За доблестный труд в Великой Отечественной войне 1941-1945 гг.»
- медаль «В память 800-летия Москвы»

- Сталинская премия III степени (10 апреля 1942) — за разработку метода получения  ангидритового цемента
- Сталинская премия (1950)
- Сталинская премия (1952) — за выполнение особого задания Правительства
- Заслуженный деятель науки и техники РСФСР (1961)
- Заслуженный деятель науки и техники УССР (1943)

## Память
- В Уфе, на Доме специалистов, в котором в годы эвакуации жил Будников, установлена мемориальная доска.[7]
- В Москве, на доме, где жил Будников (Троилинский переулок, дом 3), была установлена мемориальная доска. Архитектор — Н. Н. Миловидов. Доска была торжественно открыта 20 сентября 1979 года.
- Имя учёного с 1975 года носит ОАО «ВНИИ стройматериалов» («ВНИИстром»)[8].